# استیون استینر
استیون استینر (انگلیسی: Steven Stayner; ۱۸ آوریل ۱۹۶۵ – ۱۶ سپتامبر ۱۹۸۹) یک قربانی آدم ربایی آمریکایی بود. در ۴ دسامبر ۱۹۷۲، استینر هفت ساله در مرسد، کالیفرنیا، توسط کنث پارنل کودک آزار، ربوده شد. او تا سن ۱۴ سالگی توسط رباینده‌اش در فاصله ۳۸ مایلی (۶۱ کیلومتری) در ماریپوزا شهرستان کالیفرنیا و بعداً در شهرستان مندوسینو، کالیفرنیا نگهداری می‌شد، تا زمانی که او با یکی دیگر از قربانیان پارنل، تیموتی وایت پنج ساله، موفق به فرار شد.